# Pierwotek

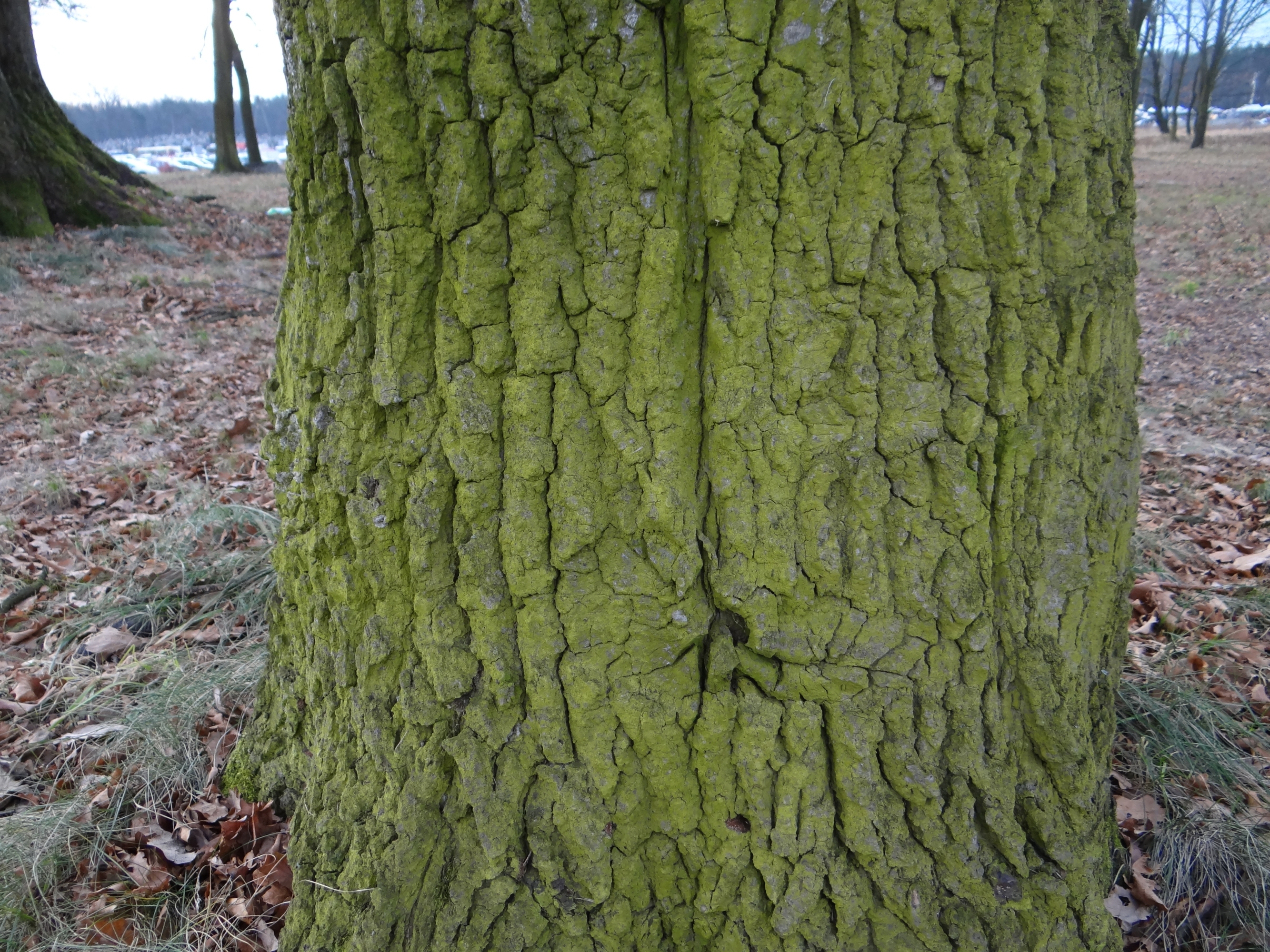
Nalot pierwotka na pniu drzewa

Pierwotek (Pleurococcus, Protococcus, Desmococcus) – rodzaj zielenic, o spornej pozycji systematycznej. 

## Charakterystyka
Jest aerofitycznym glonem. Tworzy zielony nalot na skałach, murach i korze drzew, zadowalając się wodą w postaci pary. Pierwotki są organizmami jednokomórkowymi, tworząc czasem kilkukomórkowe skupienia. Odżywia się samożywnie (fotosynteza), oddycha tlenowo, a rozmnaża bezpłciowo (podział komórki). Kosmopolityczny. Może przeżyć w silnie zanieczyszczonym środowisku. Prosta budowa jest najprawdopodobniej efektem uproszczenia, a przodkami pierwotka mogły być nitkowate glony. W porównaniu do wielu glonów, których nasycenie plechy wodą sięga kilkuset procent suchej masy, pierwotek ma bardzo małą pojemność wodną – 60% suchej masy.

## Systematyka
Organizmy określane w polskiej algologii nazwą pierwotek początkowo zaliczano do rodzaju Protococcus lub Pleurococcus. Gatunkiem typowym jest Pleurococcus vulgaris Nägeli. Obecnie jednak w niektórych systemach nazwa Pleurococcus vulgaris dotyczy gatunku opisanego przez innego botanika, tj. Pleurococcus vulgaris Menegh., podczas gdy gatunek opisany przez Nägelego zostaje uznany za synonim gatunku Desmococcus olivaceus (Pers. ex Ach.) J.R. Laundon) (znany również pod kolejnymi synonimicznymi nazwami: Lepraria olivacea Persoon ex Acharius, Desmococcus viridis (C. Agardh) Brand, Protococcus viridis C.Agardh 1824, Pleurococcus naegelii Chodat 1902, Desmococcus vulgaris F. Brand 1925). Gatunkiem typowym rodzaju Protococcus jest Protococcus nivalis (F.A. Bauer) C. Agardh, obecnie z kolei uważany za synonim gatunku Chlamydomonas augustae Skuja 1943 (początkowo opisany jako Uredo nivalis F.A. Bauer).
W XX w. pierwotka zaliczano do rodziny pierwotkowatych (Protococcaceae) w rzędzie pierwotkowców (Protococcales), czasem łączonym z rzędem chlorokokowców. Pod koniec XX w. rodzaj Pleurococcus zaliczano do wstężnicowców (Ulotrichales). W nowszych systemach zarówno Pleurococcus vulgaris Menegh., jak i Desmococcus olivaceus (Pers. ex Ach.) J.R. Laundon włączane są do rodziny Chaetophoraceae w rzędzie Chaetophorales, podczas gdy Chlamydomonas augustae należy do rodziny Chlamydomonadaceae w rzędzie toczkowców lub zawłotniowców, a pozycja innych gatunków rodzaju Protococcus jest nieustalona.